# Henryk Karol Wirtemberski (1772–1833)
Henryk Fryderyk Karol Wirtemberski (ur. 3 lipca 1772 w Montbéliard; zm. 28 lipca 1838 w Ulm) – książę wirtemberski, gubernator w Wiblingen i Ulm.

## Życiorys
Książę Henryk był najmłodszym synem księcia Fryderyka Eugeniusza i Fryderyki Doroty Zofii Brandenburg-Schwedt, córki Fryderyka Wilhelma Brandenburg-Schwedt i jego żony Zofii Doroty, księżniczki pruskiej, siostry Fryderyka II Wielkiego.
W 1806 roku po sekularyzacji benedyktyński klasztor w Wiblingen stał się w latach 1808-1822 miejscem książęcej rezydencji. Książę Henryk stacjonował w nim jako gubernator Górnej Szwabii. W 1798 roku książę Henryk ożenił się aktorką i piosenkarką Christiane Karoline Alexei (1799–1853). Małżeństwo to nie zyskało aprobaty przyszłego króla Fryderyka I. Książę Henryk zmuszony był więc zrzec się pretensji do tronu Wirtembergii w imieniu swoim własnym oraz swoich potomków. Christiane Karoline Alexei uzyskała w 1807 roku tytuł baronowej von Hochberrg und Rottenberg, a w 1825 roku hrabiny von Urach.
Największą pasją księcia Henryka było polowanie. W okolicach Ulm posiadał on liczne łowiska. Książę nie tylko polował, ale także zajmował się łowiectwem od strony naukowej. Napisał wiele artykułów o tej tematyce do różnych czasopism. Książę Henryk aktywnie uczestniczył w życiu społeczności miasta Ulm. Od 1808 roku był członkiem loży masońskiej.

## Potomstwo
- Louise (1799-1800)
- Henriette (1801-1802)
- Marie (1802-1882),
- Alexandrine (1803-1884)
- Elisabeth (1805-1819).

## Genealogia
| Prapradziadkowie                                                    | książę Wirtembergii Eberhard III Wirtemberski (1614-1674) ∞1637 Anna Katarzyna von Salm-Kyrburg (1614-1655)       | margraf Brandenburgii-Ansbach Albrecht II Hohenzollern (1620-1667) ∞1651 Zofia Małgorzata von Oettingen-Oettingen (1634-1664) | Eugeniusz von Thurn und Taxis (1652-1714) ∞1678 Anna von Fürstenberg-Heiligenberg (1659-1701)                     | Ferdynand August von Lobkowicz (1655–1715) ∞1680 Maria Anna Badeńska(1655-1701)                                   | elektor Brandenburgii Fryderyk Wilhelm I Hohenzollern (1620-1688) ∞1668 Dorota Zofia von Schleswig-Holstein-Sonderburg-Glücksburg (1636-1689) | Jan Jerzy von Anhalt-Dessau (1627-1693) ∞1659 Henriette Katarzyna von Oranien-Nassau (1637-1708)               | król w Prusach Fryderyk I Hohenzollern (1657-1713) ∞1684 Zofia Charlotta Hanowerska (1668-1705)                | król Wielkiej Brytanii Jerzy I Hanowerski (1660-1727) ∞1682 Zofia Dorota Welf (1666-1726)                      |
| Pradziadkowie                                                       | Fryderyk Wirtemberski (1652-1698) ∞1682 Eleonora Juliana Hohenzollern (1663-1724)                                 | Fryderyk Wirtemberski (1652-1698) ∞1682 Eleonora Juliana Hohenzollern (1663-1724)                                             | Anzelm Franciszek von Thurn und Taxis (1681-1739) ∞ Maria Ludwika von Lobkowicz (1683-1750)                       | Anzelm Franciszek von Thurn und Taxis (1681-1739) ∞ Maria Ludwika von Lobkowicz (1683-1750)                       | Filip Wilhelm Hohenzollern (1669-1711) ∞1699 Joanna Charlotta von Anhalt-Dessau (1682-1750)                                                   | Filip Wilhelm Hohenzollern (1669-1711) ∞1699 Joanna Charlotta von Anhalt-Dessau (1682-1750)                    | król w Prusach Fryderyk Wilhelm I Hohenzollern (1707-1752) ∞1706 Zofia Dorota Hanowerska (1687-1757)           | król w Prusach Fryderyk Wilhelm I Hohenzollern (1707-1752) ∞1706 Zofia Dorota Hanowerska (1687-1757)           |
| Dziadkowie                                                          | książę Wirtembergii Karol Aleksander Wirtemberski (1684-1737) ∞1727 Maria Augusta von Thurn und Taxis (1706–1756) | książę Wirtembergii Karol Aleksander Wirtemberski (1684-1737) ∞1727 Maria Augusta von Thurn und Taxis (1706–1756)             | książę Wirtembergii Karol Aleksander Wirtemberski (1684-1737) ∞1727 Maria Augusta von Thurn und Taxis (1706–1756) | książę Wirtembergii Karol Aleksander Wirtemberski (1684-1737) ∞1727 Maria Augusta von Thurn und Taxis (1706–1756) | Fryderyk Wilhelm Hohenzollern (1700-1771) ∞1734 Zofia Dorota Hohenzollern (1719-1765)                                                         | Fryderyk Wilhelm Hohenzollern (1700-1771) ∞1734 Zofia Dorota Hohenzollern (1719-1765)                          | Fryderyk Wilhelm Hohenzollern (1700-1771) ∞1734 Zofia Dorota Hohenzollern (1719-1765)                          | Fryderyk Wilhelm Hohenzollern (1700-1771) ∞1734 Zofia Dorota Hohenzollern (1719-1765)                          |
| Rodzice                                                             | książę Wirtembergii Fryderyk Eugeniusz Wirtemberski (1732-1797) ∞1753 Fryderyk Dorota Hohenzollern (1736-1798)    | książę Wirtembergii Fryderyk Eugeniusz Wirtemberski (1732-1797) ∞1753 Fryderyk Dorota Hohenzollern (1736-1798)                | książę Wirtembergii Fryderyk Eugeniusz Wirtemberski (1732-1797) ∞1753 Fryderyk Dorota Hohenzollern (1736-1798)    | książę Wirtembergii Fryderyk Eugeniusz Wirtemberski (1732-1797) ∞1753 Fryderyk Dorota Hohenzollern (1736-1798)    | książę Wirtembergii Fryderyk Eugeniusz Wirtemberski (1732-1797) ∞1753 Fryderyk Dorota Hohenzollern (1736-1798)                                | książę Wirtembergii Fryderyk Eugeniusz Wirtemberski (1732-1797) ∞1753 Fryderyk Dorota Hohenzollern (1736-1798) | książę Wirtembergii Fryderyk Eugeniusz Wirtemberski (1732-1797) ∞1753 Fryderyk Dorota Hohenzollern (1736-1798) | książę Wirtembergii Fryderyk Eugeniusz Wirtemberski (1732-1797) ∞1753 Fryderyk Dorota Hohenzollern (1736-1798) |
| Henryk Fryderyk Karol Wirtemberski (1772-1838), Książę Wirtembergii | | | | | | | | |